# Femme
Femme (en francès, 'dona'), també coneguda com a Dona, és una escultura de Joan Miró creada el 1981. Una còpia nominativa de l'obra fou donada per desig de l'artista a l'Ajuntament de Barcelona l'any 1983. Actualment, l'obra es troba exposada al vestíbul de la casa de la Ciutat de Barcelona.

## Història
L'obra va ser realitzada pel polifacètic artista Joan Miró a la foneria Parellada l'any 1981 i oferta a l'Ajuntament de la seva ciutat el 1983, poc abans de la seva defunció. En aquell temps, l'alcalde Narcís Serra (PSC) ja havia començat a transformar el vestíbul de la casa de la Ciutat de Barcelona en un museu d'art obert al públic, que al llarg dels anys s'aniria ampliant amb nombroses obres d'artistes destacats.

## Descripció
La figura, que segueix la pauta de l'univers simbòlic de l'artista malgrat formar part de la seva última època de producció artística, és de forma cònica, i presenta dos petits apèndixs corbats a la part superior a manera de braços. El cap és resolt amb un paral·lelepípede d'angles arrodonits, unit al cos mitjançant un estret canó de bronze, i tots aquests elements són d'una puresa lineal remarcable. A manera de contrast, i per tal d'accentuar l'interès sobre la dona-mare, procreadora-font de vida primordial, destaquen especialment les natges prominents de la figura, així com les dues perforacions verticals, l'una sobre l'altra, a l'anvers del cos cònic: un tall destacat a l'altura de l'estern acompanya una concavitat profunda, fosca, crua, en forma de llavor a manera de vulva de grans proporcions. Per la seva part, al cap, una cicatriu lunar emmarca els ulls de la figura: un foradat directament al rostre i l'altre en forma de protuberància foradada, aplicada al centre del volum. Aquest traç de gran dinamisme és correspost a la part posterior del cap de la figura, on són clarament visibles tres incisions consecutives i concèntriques en forma de mitja lluna.